# Ujung Pasir (Danau Kerinci)
Ujung Pasir is een bestuurslaag in het regentschap Kerinci van de provincie Jambi, Indonesië. Ujung Pasir telt 1182 inwoners (volkstelling 2010).